# Franz-Josef Sontag
Franz-Josef Sontag (häufig verkürzt Franz Sontag, Pseudonym Junius Alter) (* 23. April 1883 in Warsleben; † 1. Dezember 1961 in Bergisch-Neukirchen) war ein deutscher Journalist und politischer Schriftsteller. Im Deutschen Kaiserreich sowie der Weimarer Republik zählte er zu den einflussreichsten monarchistisch orientierten Publizisten. Nach dem Zweiten Weltkrieg beteiligte er sich an der Gründung verschiedener nationalkonservativer Parteien.

## Publizistische und politische Tätigkeit
Sontag wuchs in Stendal auf, wo er das humanistische Gymnasium besuchte. Von 1903 bis 1914 arbeitete er für die Neue Preußische Zeitung und Die Post. Politisch war Sontag zunächst bei den Freikonservativen beheimatet, trat aber bald zur Deutschkonservativen Partei über. In den Geschäftsstellen beider Parteien war er festangestellt. Im Sommer 1914 übernahm er als Nachfolger Ernst Graf zu Reventlows die Leitung der Alldeutschen Blätter. Bis 1917 war er Privatsekretär von Heinrich Claß sowie Geschäftsführer des Alldeutschen Verbandes. Während des Ersten Weltkriegs gehörte Sontag zur Opposition von Reichskanzler Theobald von Bethmann Hollweg, dessen Bemühungen um einen Verständigungsfrieden mit den Kriegsgegnern mehreren Parteien zu schwach erschienen. Von 1917 bis 1918 war Sontag Chefredakteur der Deutschen Zeitung. Das vom Alldeutschen Verband erworbene Blatt entwickelte sich nach der Novemberrevolution unter Sontags Nachfolger Reinhold Wulle zum Organ des alldeutsch-völkischen Flügels der DNVP.
Seit 1919 gab Sontag die an ein anspruchsvolleres Publikum gerichtete Zeitschrift Die Tradition heraus, die neben alt- auch jungkonservativen sowie alldeutschen und völkischen Stimmen ein Forum bot. 1920 beteiligte er sich am Kapp-Putsch. Nach dessen Scheitern spielte Sontag 1920/21 vorübergehend eine wichtige Rolle bei der Vernetzung und Neuformierung der radikalen Rechten. Er unterhielt enge Kontakte zu führenden alldeutschen und konservativen Politikern und fungierte außerdem als Berliner Vertrauensmann Erich Ludendorffs, nachdem dieser nach München übergesiedelt war. Innerhalb der DNVP plädierte Sontag für eine enge Kooperation mit den außerhalb der Partei verbliebenen völkischen Gruppen, da er nach dem Kapp-Putsch zu der Überzeugung gekommen war, dass jeder Vorstoß gegen die Republik ohne Massenbasis außerhalb der bürgerlichen Milieus konservativer und nationalliberaler Prägung zum Scheitern verurteilt war. Dabei geriet auch die NSDAP früh in Sontags Blickfeld. Am 9. Juni 1921 suchte Adolf Hitler Sontag in dessen Berliner Büro auf. Über diesen Besuch informierte Sontag am nächsten Tag den DNVP-Politiker Kuno Graf von Westarp:
„Gestern hat sich hier bei mir ein Herr Hitler aus München gemeldet, der Führer der dortigen national-sozialen Arbeiterbewegung. Der Mann ist von einem glühenden Nationalismus beseelt, ist Arbeiter, ein intelligenter Kopf, anscheinend von zündender Beredsamkeit, ein geschickter Taktiker und in seinem sozialen Programm ungefährlich. Ich habe ihn heute Dr. Steiniger vorgeführt, der der Meinung war, dass man diese Kraft agitatorisch unbedingt in Norddeutschland auszuwerten versuchen müsse.“
Sontag übersiedelte 1921/22 für einige Monate nach München und zeigte sich anschließend „von den dortigen politischen Verhältnissen begeistert“. Nach seiner Rückkehr warb er in Berlin für die Neugründung einer – wie er am 17. Juli 1922 an Ludendorff schrieb – „Freiheits-Partei mit ausgesprochenem völkischen und sozialen Charakter“. Die im Dezember 1922 gegründete Deutschvölkische Freiheitspartei unterstützte Sontag in der Tradition publizistisch.
Besonders intensiv korrespondierte Sontag seit 1922 mit Prinz Oskar von Preußen, den er mehrfach als Führer des „nationalen Lagers“ ins Gespräch zu bringen versuchte. Ab 1925 war Sontag für den Pressekonzern Alfred Hugenbergs tätig. 1926 trat er dem Stahlhelm bei und wurde 1927 Chefredakteur des wöchentlich erscheinenden gleichnamigen Verbandsorgans.
1930 veröffentlichte Sontag das bis 1932 mehrfach aufgelegte Buch Nationalisten, in dem er in 13 Porträts „Deutschlands nationales Führertum der Nachkriegszeit“ vorstellte, darunter neben Claß, Ludendorff, Seldte und Hugenberg auch Hitler. Letzteren bezeichnete er als „große und echte Persönlichkeit, (...) zweifellos eine der größten, die wir überhaupt im politischen Leben Deutschlands besitzen.“ Die „ureigenste Bedeutung und große Aufgabe“ der NSDAP sah Sontag darin, eine „immer breitere Masse für den nationalen Gedanken zu mobilisieren“:
„Nur die Zukunft freilich vermag zu erweisen, ob es ihm [Hitler] vergönnt sein wird, dem Marxismus jenes Cannae zu bereiten, das ihm vorschwebt, und über dessen Gefilde einzig und allein der Weg in Deutschlands Zukunft führen wird.“
Sontag äußerte sich einige Monate nach der Machtübergabe an die NSDAP anerkennend über die „Leistungen“ der Partei. In den folgenden Jahren war er, wie viele prominente konservative Autoren, nur noch eingeschränkt publizistisch tätig. Seit 1936 lebte er in Bergisch-Neukirchen, wo seine Ehefrau, die nach den Nürnberger Gesetzen als „Halbjüdin“ galt, eine Glasfabrik besaß. In den 30er Jahren reiste Sontag mehrfach zu Unterredungen mit Wilhelm II. bzw. dessen Söhnen nach Doorn. 
1945 wurde Sontag von britischen Offizieren zum Bürgermeister in Bergisch-Neukirchen ernannt (Rücktritt im September 1946). Er schloss sich zunächst der Deutschen Aufbaupartei an und war nach deren Fusion mit der Deutschen Konservativen Partei im Sommer 1946 kurzzeitig Vorsitzender der DKP-DRP. Nachdem diese zerfallen war, trat er 1950 in die Deutsche Partei ein und war dort bis 1953 im nordrhein-westfälischen Landesvorstand tätig. Bis zur Mitte der 50er Jahre war Sontag auch im 1951 wiedergegründeten Stahlhelm aktiv. 
Sontags Nachlass, der auch das Manuskript seiner unveröffentlichten Erinnerungen enthält, befindet sich im Bundesarchiv.

## Veröffentlichungen (Auswahl)
- Das deutsche Reich auf dem Wege zur geschichtlichen Episode. Eine Studie Bethmann Hollwegscher Politik in Skizzen und Umrissen, 2. Auflage München 1919.
- Nationalisten. Deutschlands nationales Führertum der Nachkriegszeit, 2. Auflage Leipzig 1930.
- Nie wieder Krieg?! Ein Blick in Deutschlands Zukunft, Leipzig 1931.
- (als Hrsg.) Ein Armeeführer erlebt den Weltkrieg. Persönliche Aufzeichnungen des Generalobersten von Einem, Leipzig 1938.